# Wonderful (Adam Ant)
Wonderful è il quinto album in studio da solista del cantante britannico Adam Ant, pubblicato nel 1995.

## Tracce
1. Won't Take That Talk – 3:59
2. Beautiful Dream – 4:12
3. Wonderful – 4:22
4. 1969 Again – 4:18
5. Yin and Yang – 4:33
6. Image of Yourself – 4:02
7. Alien – 3:39
8. Gotta Be a Sin – 4:13
9. Vampires – 4:35
10. Angel – 4:39
11. Very Long Ride – 4:39